# Tingkem Bersatu
Tingkem Bersatu is een bestuurslaag in het regentschap Bener Meriah van de provincie Atjeh, Indonesië. Tingkem Bersatu telt 954 inwoners (volkstelling 2010).